# Niek Stam
Niek Stam (Moordrecht, 8 april 1963) is een spraakmakende FNV vakbondsleider in de Rotterdamse haven. Hij onderhandelt en organiseert sinds 1993 stakingen en demonstraties voor havenarbeiders.
Hij draagt in de publiciteit vaak uit dat de vakbondstop vaak te diplomatiek opereert en is daarbij van mening dat een vakbond als dat nodig is de confrontatie aan moet gaan.
 Naar zijn mening is de koers van de vakcentrale te gematigd en behoort hij daarmee tot de meest strijdbare vakbondsleiders van Nederland. Zijn stelling is, dat "werknemers georganiseerd en sterk genoeg moeten zijn om te kunnen stellen dat hun werk niet door pulpcontracten gedaan gaat worden. We zijn een vakbond van (ex-)vaklieden en geen Derde Kamer."
Hij streed met succes voor de pensioenmiljoenenen van havenwerkers, die in handen van Aegon waren gevallen. De verzekeraar had het voornemen om het zgn. Beklemd vermogen volledig toe te eigenen. Door in San Francisco te dreigen met campagnefilmpjes, die Aegon een slechte reputatie zouden opleveren, wist hij dat te voorkomen en zo vele miljoenen voor hen veilig te stellen. Hij zorgde ervoor dat de Coolsingel vol stond met demonstranten, organiseerde marsen over de Erasmusbrug en de laatste grote havenstaking in 2016, de eerste in 13 jaar.
Zijn standpunt dat automatiserende bedrijven meer belasting moeten gaan betalen werd door de bond overgenomen.
Stam vertegenwoordigt de onvrede van veel leden over de centralisering en de naar binnen gerichte houding van het bestuur. Precies de kritiek die een rapport van een extern adviesbureau in 2019 ook al in beeld bracht. Hij stelde zich naast Tuur Elzinga en Kitty Jong in 2020 kandidaat voor de functie van voorzitter van de FNV, als opvolger van Han Busker. Het dagelijks bestuur van de FNV had voorafgaand aan de verkiezingen een nogal sturend functieprofiel opgesteld en een toetsingscommissie voorgesteld aan het ledenparlement, dat met het voorstel accoord ging. Hij kwam niet langs de ingestelde toetsingscommissie. Het ledenparlement van de vakbond deelde de mening van de commissie. Met 37 tegen 52 stemmen en 2 onthoudingen (14 leden van de 105 leden ontbraken) viel de stemming negatief voor hem uit.

## Persoonlijk
Hij volgde de Havo en ging in 1980 aan het werk, eerst als slachter in Nieuwerkerk aan den IJssel en Breukelen. Binnen korte tijd ijverde hij in het bedrijf voor meer mensen aan de slachtbaan en voerde hij actie voor de invoering van een cao bij het bedrijf. Na zijn overstap naar de FNV groeide hij uit tot een invloedrijk vakbondsbestuurder in de Rotterdamse haven. Landelijk viel hij op door het oprichten van het actiecomité ‘De Maat is vol’, een groep kritische FNV-leden die vinden dat hun vakbond te veel poldert.
Op 14 mei 2019 is Niek Stam benoemd tot vice voorzitter Dockers Section van ITF International Transport Workers' Federation.

## Trivia
Stam draagt bijna altijd een vakbondsshirt met een vuist en de tekst ‘Proud te be a docker’, trots een havenwerker te zijn.